# Cabezas
Cabezas – miasto w Boliwii, w departamencie Santa Cruz, w prowincji Cordillera.